# Tanyproctus parvus
Tanyproctus parvus är en skalbaggsart som beskrevs av Zhang och Guang Yu Luo 1981. Tanyproctus parvus ingår i släktet Tanyproctus och familjen Melolonthidae. Inga underarter finns listade i Catalogue of Life.